# Rousski Invalid
Rousski Invalid (en russe : Русский инвалид, l'invalide russe) était un journal russe fondé au XIXe siècle.

## Histoire
Rousski Invalid est un journal militaire russe publié de 1813 à 1917, fondé par le haut fonctionnaire, Pavel P. Pezarovius (ru) (1776-1847), pour des raisons patriotiques et philanthropiques, afin de venir en secours aux veuves et orphelins, ainsi qu'aux vétérans des guerres napoléoniennes. En 1816, il est devenu publication officielle du Comité Alexander puis en 1862 le journal officiel du ministère russe de la Guerre. Publié deux fois par semaine en 1814–15, il est devenu quotidien en 1816, puis sera publié trois fois par semaine à partir de 1869.